# Frankie et George McLaren
Pour les articles homonymes, voir McLaren.
Frankie McLaren et George McLaren, nés en 1997 à Lewisham, quartier de Londres (Royaume-Uni), sont des acteurs jumeaux anglais.
Ils sont principalement connus pour avoir interprété les rôles de Jason et Marcus, dans le film de 2010 de Clint Eastwood, Au-delà.

## Filmographie

### Cinéma
- 2010 : Au-delà : Jason / Marcus[2]

### Télévision
- 2011 : Casualty : Ciaran McNeive (saison 26, épisode 7 : Wild Horses, dans lequel ils interprètent à eux deux le même rôle)

## Nominations
- 2011 : Young Artist Awards : meilleur second rôle masculin, conjointement pour le film Au-delà
- 2011 : Saturn Awards : meilleur jeune acteur, conjointement pour le film Au-delà